# 중앙카슈미르밭쥐
중앙카슈미르밭쥐(Alticola montosa)는 비단털쥐과에 속하는 설치류의 일종이다. 인도와 파키스탄에서 발견된다. 온대 산지림에서 서식하며 암반 지대와 절벽, 동굴 속, 산재한 숲 지역 사이에서 발견될 수 있다.